# Letnie Grand Prix w skokach narciarskich w Hinzenbach
Letnie Grand Prix w skokach narciarskich w Hinzenbach – zawody rozgrywane w latach 2011–2012, 2014–2019, 2021–2023 na skoczni Aigner-Schanze. Pierwszy konkurs rozegrany w 2011 roku wygrał Austriak Gregor Schlierenzauer. Polacy wygrywali tam pięciokrotnie – w 2012 i 2016 Maciej Kot, natomiast w 2017, 2019 i 2022 zwycięzcą został Dawid Kubacki.
W 2013 roku zawody zostały odwołane z powodu niekorzystnych warunków atmosferycznych, w 2020 roku zaś odwołane z powodu zagrożenia epidemicznego.

## Podia poszczególnych konkursów LGP w Hinzenbach
| Lp  | Data                | HS    | Uwagi | 1. miejsce            | 2. miejsce            | 3. miejsce        |
| --- | ------------------- | ----- | ----- | --------------------- | --------------------- | ----------------- |
| 1.  | 1 października 2011 | HS-94 | –     | Gregor Schlierenzauer | Daiki Itō             | Roman Koudelka    |
| 2.  | 30 września 2012    | HS-94 | –     | Maciej Kot            | Severin Freund        | Taku Takeuchi     |
| —   | 29 września 2013    | HS-94 | [ a ] | odwołany              | odwołany              | odwołany          |
| 3.  | 28 września 2014    | HS-94 | –     | Roman Koudelka        | Gregor Schlierenzauer | Marinus Kraus     |
| 4.  | 27 września 2015    | HS-94 | –     | Gregor Schlierenzauer | Peter Prevc           | Kenneth Gangnes   |
| 5.  | 1 października 2016 | HS-94 | –     | Maciej Kot            | Dawid Kubacki         | Peter Prevc       |
| 6.  | 1 października 2017 | HS-94 | –     | Dawid Kubacki         | Piotr Żyła            | Roman Koudelka    |
| 7.  | 30 września 2018    | HS-90 | –     | Daniel Huber          | Killian Peier         | Karl Geiger       |
| 8.  | 29 września 2019    | HS-90 | –     | Dawid Kubacki         | Philipp Aschenwald    | Piotr Żyła        |
| —   | 27 września 2020    | HS-90 | [ b ] | odwołany              | odwołany              | odwołany          |
| 9.  | 25 września 2021    | HS-90 | –     | Yukiya Satō           | Ryōyū Kobayashi       | Karl Geiger       |
| 10. | 25 września 2022    | HS-90 | –     | Dawid Kubacki         | Anže Lanišek          | Manuel Fettner    |
| 11. | 30 września 2023    | HS-90 | –     | Andreas Wellinger     | Stephan Leyhe         | Daniel Tschofenig |
| 12. | 1 października 2023 | HS-90 | –     | Gregor Deschwanden    | Władimir Zografski    | Daniel Tschofenig |
| 13. | 28 września 2024    | HS-90 | –     | Daniel Tschofenig     | Andreas Wellinger     | Jan Hörl          |
| 14. | 29 września 2024    | HS-90 | –     | Andreas Wellinger     | Jan Hörl              | Stefan Kraft      |